# Тускарора Тауншип (округ Джуніата, Пенсільванія)
Тускарора Тауншип (англ. Tuscarora Township) — селище (англ. township) в США, в окрузі Джуніата штату Пенсільванія. Населення — 1134 особи (2020).

## Демографія
Згідно з переписом 2010 року, у селищі мешкало 1240 осіб у 499 домогосподарствах у складі 361 родини. Було 715 помешкань
Расовий склад населення:
| - 98,7 % — білих - 0,2 % — чорних або афроамериканців |

До двох чи більше рас належало 1,0 %. Частка іспаномовних становила 0,4 % від усіх жителів.
За віковим діапазоном населення розподілялося таким чином: 21,9 % — особи молодші 18 років, 61,3 % — особи у віці 18—64 років, 16,8 % — особи у віці 65 років та старші. Медіана віку мешканця становила 43,1 року. На 100 осіб жіночої статі у селищі припадало 110,5 чоловіків; на 100 жінок у віці від 18 років та старших — 110,9 чоловіків також старших 18 років.
Середній дохід на одне домашнє господарство становив 45 315 доларів США (медіана — 36 577), а середній дохід на одну сім'ю — 55 245 доларів (медіана — 48 292). Медіана доходів становила 35 938 доларів для чоловіків та 31 629 доларів для жінок. За межею бідності перебувало 17,7 % осіб, у тому числі 22,5 % дітей у віці до 18 років та 12,1 % осіб у віці 65 років та старших.
Цивільне працевлаштоване населення становило 482 особи. Основні галузі зайнятості: виробництво — 29,9 %, транспорт — 14,3 %, освіта, охорона здоров'я та соціальна допомога — 14,1 %.